# Кроненберги

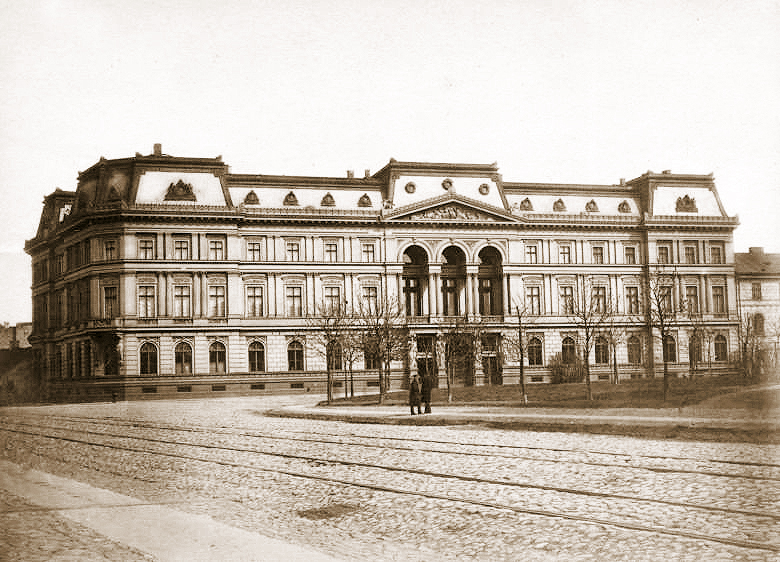
Дворец Кроненбергов в Варшаве

Кроненберги (пол. Kronenberg) — баронский и дворянский род.
Польская семья еврейского происхождения, выдвинувшая из своей среды нескольких видных банкиров и благотворителей.
- Кроненберг, Леопольд Станислав (1812—1878) — основатель банкирского дома, отец Станислава и Леопольда Кроненбергов
  - Кроненберг, Станислав Леопольдович (1846—1894) — русско-польский банкир, известен, как автор статей по финансовым вопросам и книг «Campagne 1870—71» и «Quelques souvenirs et appréciations d’ex-Officier d’Infanterie» (1871).

## Бароны Кроненберг
Леопольд Кроненберг утверждён в дворянском достоинстве (1870). Именным Высочайшим указом (30 января 1898), потомственный дворянин Леопольд Кроненберг, «в воздаяние особых на поприще отечественной торговли и промышленных заслуг и полезной общественной деятельности, пожалован, с нисходящим его потомством, баронским Российской Империи достоинством».
- барон Кроненберг, Леопольд Леопольдович (1849—1937) — банкир, член Государственного совета Российской империи.

## Описание герба
В червленом щите три серебряные волнообразные перевязи справа.
Над щитом баронская корона, над ней дворянский коронованный шлем. Нашлемник: пять страусовых перьев: среднее и крайние — червлёные, второе и четвёртое — серебряные. Намёт: червлёный, подложен серебром. Девиз: «LABOR» серебряными буквами на червленой ленте. Герб рода баронов Кроненберг внесён в Часть 16 Общего гербовника дворянских родов Всероссийской империи, стр. 13.